# Фукуда, Сигэо
Сигэо Фукуда (яп. 福田 繁雄 Фукуда Сигэо, 4 февраля 1932 — 11 января 2009) — японский художник и скульптор, который создавал оптические иллюзии.
Родился в Токио в 1932 году в семье, связанной с производством игрушек. После Второй мировой войны он заинтересовался минималистичным швейцарским стилем графического дизайна и поступил в Токийский университет искусств, закончив его в 1956 году. С этого времени Фукуда стал рисовать постеры для разнообразных крупных фестивалей и международных организаций, а также создавать оптические иллюзии: например, одна из его скульптур состоит из предметов столовой утвари, которые отбрасывают тень в виде мотоцикла.
Фукуда скончался 11 января 2009 года от кровоизлияния в мозг.

## Работы
- Love Story (1973)
- Man (1974)
- Woman (1974)
- Cat/Mouse (1974)
- Encore (1976)
- Three-Dimensional Belvedere (1982)
- Underground Piano (1984)
- Venus in a Mirror (1984)
- Disappearing Pillar (1985)
- Three-Dimensional Model of M. C. Escher|Escher’s Waterfall (1985)
- Lunch With a Helmet On (1987)
- Aquarium for Swimming Characters (1988)
- Gogh’s Sunflowers (1988)
- Fresh Guy. Arcimboldo (1988)